# هرمان ولکر
هرمان ولکر (به انگلیسی: Herman Welker) سناتور سابق عضو حزب جمهوری‌خواه ایالات متحده آمریکا بود. وی در سال ۱۹۵۱ تا ۱۹۵۷ میلادی سناتور ایالت آیداهو در سنای ایالات متحده آمریکا بود.